# Your New Favourite Band
A 2001-es Your New Favourite Band a The Hives válogatáslemeze. Az albumon első két lemezük és az A.K.A. I-D-I-O-T EP dalai hallhatóak. A korainak számító válogatáslemez célja a mainstream sikerek elérése volt az Egyesült Királyságban és az Egyesült Államokban. Szerepel az 1001 lemez, amit hallanod kell, mielőtt meghalsz című könyvben.

## Az album dalai
|     | Cím                              | Hossz |
| --- | -------------------------------- | ----- |
| 1.  | Hate to Say I Told You So        | 3:22  |
| 2.  | Main Offender                    | 2:33  |
| 3.  | Supply and Demand                | 2:26  |
| 4.  | Die, All Right!                  | 2:45  |
| 5.  | Untutored Youth                  | 1:34  |
| 6.  | Outsmarted                       | 2:21  |
| 7.  | Mad Man                          | 2:29  |
| 8.  | Here We Go Again                 | 2:12  |
| 9.  | A.K.A. I-D-I-O-T                 | 2:11  |
| 10. | Automatic Schmuck                | 2:17  |
| 11. | Hail Hail Spit N'Drool           | 1:26  |
| 12. | The Hives Are Law, You Are Crime | 2:31  |

## Fordítás
Ez a szócikk részben vagy egészben a Your New Favourite Band című angol Wikipédia-szócikk ezen változatának fordításán alapul.  Az eredeti cikk szerkesztőit annak laptörténete sorolja fel. Ez a jelzés csupán a megfogalmazás eredetét és a szerzői jogokat jelzi, nem szolgál a cikkben szereplő információk forrásmegjelöléseként.